# Ace of sunlight
Ace of sunlight is het tweede studioalbum van Bronco.

## Inleiding
Bronco ontwikkelde zich tot een gewilde liveband. Ze deelden vaak concertprogramma’s met Free, Mott the Hoople en Traffic, niet toevallig stalgenoten bij Island Records. Tijdens al die optredens moest er ook een opvolger opgenomen worden van Country home. Opnieuw werd er opgenomen in de Island Studios in Londen. De vaste geluidstechnicus van Island Records Richard Digby Smith trad op als co-producer. Toen de plaat uitkwam bleef commercieel (opnieuw) uit. Achteraf gaf men de schuld aan de vele songwriters, die deelnamen aan het project waardoor er nauwelijks sprake was van een herkenbaar geluid.  

## Musici
- Jess Roden – zang, akoestische gitaar, percussie
- Robbie Blunt – elektrische gitaar, achtergrondzang
- Kevyn Gammond – elektrische gitaar, achtergrondzang
- John Pasternak – basgitaar , achtergrondzang
- Pete Robinson – drumstel, achtergrondzang

Met 
- Mick Ralphs – orgel op Amber moon
- ian Hunter – piano op Amber moon
- Paul Bennett – zang op Time slips away en Sudden Street
- Trevor Lucas – zang op Time slips away (Lucas was ook één van geluidstechnici)
- Paul Davenport – piano op Some uncertainty
- Terry Allen – orgel op Discernible

Het dankwoord richtte zich mede op Muff Winwood van Island Records (Friendship and guidance). Ralphs en Hunter waren gitarist en zanger bij Mott the Hoople.
Island Records distribueerde het album in Nederland zelf; het kreeg daarbij het Britse catalogusnummer. In Duitsland vond de distributie plaats via Ariola.

## Muziek
| Nr. | Titel                                        | Duur |
| --- | -------------------------------------------- | ---- |
| 1.  | Amber moon (Roden, Suzy Worth)               | 4:04 |
| 2.  | Time slips away (Blunt)                      | 6:06 |
| 3.  | Some uncertainty (Clifford T. Ward, Gammond) | 3:42 |
| 4.  | Woman (Ward, Gammond)                        | 4:18 |
| 5.  | New day avenue (Roden, Worth)                | 6:39 |
| 6.  | Descernible (Gammond, Worth)                 | 3:48 |
| 7.  | Sudden Street (Roden)                        | 6:25 |
| 8.  | Joys and fears (Roden, Worth)                | 3:44 |

## Nasleep
Er zijn vooralsnog twee recensies uit die tijd beschikbaar. Jim van Alphen van Het Parool omschreef het als mooi maar weinig origineel, attendeerde luisteraars nog wel op het mooie Joys and fears, een solonummer van Roden.
 B. van der Kleij van het Nieuwsblad van het Noorden deelde het in bij zijn Flop Top 25 van 10 september 1971.
Robinson en Pasternak raakten betrokken bij een verkeersongeluk, die laatste trad nog wel in een rolstoel op. Er volgde een weinig succesvolle concertreeks in de Verenigde Staten, vervolgens ging Roden voor een niet echt van de grond komende solocarrière. 
In 2010 volgde via BGO Records de versie op compact disc, samen met het debuutalbum.